# Мартін Гельме
Мартін Гельме (нар. 24 квітня 1976, Таллін, Естонія) — естонський політик та Міністр фінансів Естонії з 2019 до 2021 року. 2020 року почав очолювати Консервативну народну партію Естонії (EKRE). Мартін Гельме є сином засновника та колишнього лідера цієї політичної партії Марта Гельме.

## Політична кар'єра
Політичні погляди Мартіна Гельме описуються як євроскептичні та популістські. Мартін був опонентом рішення членства Естонії в Європейському Союзі та запровадження євро. Політик наголошував на тому, що імміграція загрожує суверенітетам європейських держав, зокрема, Естонії.
Мартін Гельме був також противником прийняття Акту сумісного проживання в Естонії, що закріплював право для одностатевих пар реєструвати цивільне партнерство.